# Jonas Theodor Fagraeus
Jonas Theodor Fagraeus, né le 20 avril 1729 à Vittaryds et décédé le 16 avril 1797 à Gåsevadholm, est un médecin et botaniste suédois.

## Biographie
Jonas Theodor Frageus obtient le diplôme de philosophie à l'université de Lund en 1751 et de docteur en médecine à l'université d'Uppsala en 1758. Dans cette dernière université, il suit les enseignements Carl von Linné (1707-1778). À partir de 1759, il est médecin de la ville d'Alingsås. À l'instar d'Anders Dahl (1751-1789), il travaille également pour Clas Alströmer (1736-1794) dans la construction et l'entretien de son cabinet d'histoire naturelle à Göteborg et de son jardin botanique à Kristinedal.

## Sources et références
- (sv) Cet article est partiellement ou en totalité issu de l’article de Wikipédia en suédois intitulé « Jonas Theodor Fagraeus » (voir la liste des auteurs).

1. 1 2  (sv) Bengt Hildebrand, « Jonas Theodor Fagræus - Svenskt Biografiskt Lexikon », sur sok.riksarkivet.se, 1953 (consulté le 17 août 2021)
2. ↑  (en) H. Väre, « Anders Dahl (1751–1789) – Demonstrator in Botany at old Åbo Akademi », Memoranda Soc. Fauna Flora Fennica,‎ 2015, p. 84-90 (lire en ligne)